# Евгений Босилков
Епископ Евгений Левиджов Босилков е български католически духовник, монах пасионист, блажен.

## Биография
Босилков е роден със светското име Викентий на 16 ноември 1900 година в Белене, България. Родителите му, Левиджо Босилков и Беатриче Босилкова, са имали пет деца: Йосиф, Павел, Атанас, Винченци (Евгений) и Никола.
Първо е приет в пансиона на отците-пасионисти в село Ореш (1911 г.), а две години по-късно постъпва в тяхната Духовна семинария в Русе, където е седалището на Никополската епархия с епископ монсеньор Дамян Теелен, холандец по произход.
В желанието си да поеме пътя на пасионистите, през 1914 г. Босилков е изпратен за по-нататъшното си обучение в град Кортрейк, Белгия, но почти веднага се налага да напусне Белгия, поради военните действия през Първата световна война там.
През военните години следва в съседна Холандия, но се завръща в Белгия, заради задължителното едногодишно послушничество (новициат) през 1919 – 1920, когато поема официално расото на пасионистите и приема духовното име Евгений. Следват курсове по философски и богословски науки до 1926 г., когато е върнат в България, за да бъде ръкоположен за свещеник на 25 юли 1926 г.
През следващата година е изпратен в Рим в Папския източен институт. Дотогава там е учил само един българин, станал по-късно епископ – Симеон Коков.
От 1929 г. до 1934 г. е назначен за енорийски свещеник в Русе.
През 1931 г. завършва института, става доктор на източноцърковните науки, защитавайки дисертация на тема „Съединението на българите с римското седалище през първата половина на XIII век“ (Калояновата уния).
През 1934 г. е назначен за енорийски свещеник на църквата в селището Бърдарски геран, населено с преселници от Банат. Сред съпътстващите свещеническия и монашеския му дълг забавления са пеенето и свиренето на орган в църквата, футбола и лова.
Промените след 9 септември 1944 г. обуславят застой в дейността на Босилков. През този период той се сближава с представителя на Ватикана в България. След смъртта на епархийския архиерей Дамян Теелен през 1946 г. в Русе, Светият престол назначава Евгений Босилков за титуляр, а по-късно той е избран на тази длъжност чрез папски декрет от 26 юли 1947 г.
През този период Босилков активно участва в съживяването на вярата и се противопоставя на атеистичните внушения от страна на комунистическата власт. Той се заема с организирането на типичните за ордена на отците пасионисти „народни мисии“, с интензивно проповядване на християнските идеи повсеместно по всички енории, стигайки до най-отдалечените места на епархията.
Скоро след идването на съветската армия, безследно изчезва отец Флавиан Манкин от село Секирово, Пловдивско. Католическите институции започват да затварят вратите си, а чуждестранното духовенство е екстрадирано. В края на 1948 г. папският представител в България, монсеньор Галлони, е прогонен от страната. Започват и арести на свещеници, между които е и епископ Босилков.
В списъка на подсъдимите, подредени съобразно тежестта на „провинението“, той е на седмо място, след отците Камен Вичев, Павел Джиджов, Петър Сарийски, Йосафат Шишков, Петър Лавренов и Никола Барбов.
Съдебният процес е на 3 октомври 1952 г. като преди това подсъдимите включително и епископ Евгений са подложени на тежки побоища и изтезания. След произнасянето на смъртната присъда е създадено затъмнение около съдбата на епископа. Дори най-близките му дълго време са държани в неизвестност и не знаят с положителност за кончината му.
Присъдата е изпълнена в Централния софийски затвор през нощта на 11ноември 1952 г. и не е известно точно къде са погребани екзекутираните.

## Беатификация
На 27 март 1994 г. папа Йоан Павел II официално признава мъченичеството на епископ Евгений Босилков.
Евгений Босилков е провъзгласен за блажен на католическата църква от папа Йоан Павел II. На 15 март 1998 г. вицепремиерът Веселин Методиев, зам.-председателят на Народното събрание Иван Куртев, тримата действащи католически български епископи Христо Пройков, Петко Христов и Георги Йовчев, и 50 поклонници от цяла България са във Ватикана за тържествата по провъзгласяването на епископ Босилков за блажен.
Точно в 12 часа Папа Йоан Павел II благославя на извънредна аудиенция българските поклонници в Рим и чрез тях всички българи. Светият отец произнася емоционално слово, в което заявява, че мъченикът Евгений Босилков е жертва на комунистическата власт и е умрял за вярата Христова.

## Наследство и почит
- Католическата енория в Габрово носи името „Блажен Евгений Босилков“
- Светилище „Блажения Евгений Босилков“ в църквата „Рождение на Блажена Дева Мария“ в Белене пази капсула, изработена във Ватикана, в която се съхранява част от окървавената му риза.
- На Евгений Босилков е наречена улица в квартал „Надежда I“ в София (Карта).
- Лични вещи на Босилков – броеницата и разпятието, което той е използвал по време на службите – са дарени на Плевенския регионален исторически музей от племенника на Босилков – Руси Дженев.
- Няколко седмици преди посещението на папа Йоан Павел II в България през 2002 година, барелеф на епископ Евгений Босилков, епископ Иван Романов и свещеник Флавиан Манкин бе изграден пред църквата „Пресвето сърце Исусово“ в гр. Раковски в знак на почит към тяхното дело.
- Портрет на „Блажений Босилков“ – дело на художника Христо Вачев